# Hennessey Venom F5
La Hennessey Venom F5 è un'autovettura sportiva ad alte prestazioni presentata dall'azienda statunitense Hennessey Performance dal 2020.

## Costruzione
La Hennessey ha stipulato un contratto con la Delta Motorsport di Silverstone in Inghilterra, per lo sviluppo del veicolo. La Delta Motorsport ha anche prodotto tutte le Venom GT della generazione precedente per la Hennessey nel suo stabilimento in Inghilterra.

## Nome
Il nome F5 è un riferimento alla scala Fujita, che serve per categorizzare la potenza e gravità dei tornado.

## Descrizione
La vettura è stata presentata sotto forma di concept car al salone di Las Vegas il 1º novembre 2017.  La versione di serie è stata presentata a metà dicembre 2020.
A spingere la vettura è un motore chiamato "Fury" da 6,6 litri con architettura V8 alimentato da un sistema biturbo bi-stadio con rapporto di compressione 10:1, che eroga 1817 CV di potenza a 8000 giri/min e 1617 Nm di coppia disponibili a 5000 giri/min, con un rapporto di 275 cavalli/litro, tra i maggiori per una vettura non da corsa. Il blocco motore è realizzato in ghisa, mentre albero motore del tipo a croce, gli alberi a camme e le teste cilindri sono in lega leggera. Alcune parti come bielle e valvole sono realizzate in titanio.
Le trasmissioni è affidata al cambio Cima T1107 (di fabbricazione italiana) semi-automatico a doppia frizione a 7 marce con paddle-shifters al volante, montato in blocco al differenziale. Le ruote calzano una gommatura appositamente realizzati dalla Michelin, che misurano all'anteriore 9,5 x 19 con pneumatici 265/35, mentre al posteriore 12 x 20 con pneumatici 345/30 su cerchi in alluminio forgiati. I dischi dei freno sono realizzati in collaborazione con Brembo, AP Racing e Penske: sono dei carboceramici, con dischi forniti da Brembo e pinze dalla AP Racing.
La carrozzeria e il telaio sono realizzati interamente in fibra di carbonio; quest'ultimo pesa solo 86 kg. Il peso si attesta sui 1360 kg, con un rapporto potenza/peso di 1,34 CV/kg, tra i più elevati per un'autovettura non da competizione. A causa dell'uso dell'aerodinamica attiva, il coefficiente di resistenza aerodinamica è di 0,33.
L'interno è realizzato in carbonio a vista ed è rifinito con pelle Muirhead e carbonio. Il volante non ha una corona, ma bensì una forma simile alla cloche di un aeroplano e di una vettura da Formula 1, dove sono alloggiati tutti i pulsanti fisici e i bottoni per azionare le varie componenti del veicolo. Il cruscotto è composto da un quadro strumenti digitale con display da 7 pollici, a cui si aggiunge un sistema d'infotainment touchscreen realizzato dalla Alpine da 9,3. Per comandare il funzionamento del sistema di climatizzazione, vi è un terzo display touchscreen da 1,3 pollici.
La produzione è prevista in sole 24 unità, di cui 12 già vendute.
Nell’agosto 2021 la casa ha dichiarato di aver venduto tutte e 24 le unità programmate.